# Anna Kribel-Vanzo
Anna Kribel-Vanzo (Trondheim, 20 augustus 1861 – Milaan, 1 februari 1926) was een van huis uit Noors operazangeres.
Anna Birgitte Kribel (ook wel Kriebel) werd geboren binnen het gezin van timmerman Philip Emil Kribel (1815-1888) en zijn tweede vrouw Claudine Mathilde Andreasdatter Hassing (1833-1923). Zelf huwde ze met een graaf en directeur van het Teatro alla Scala Vittorio Maria Vanzo.
Ze was leerlinge van Mathilde Marchesi en maakte furore in Parijs. Haar debuut in thuisland Noorwegen vond plaats in 1884 tijdens een concert van violist Johannes Wolff en zangeres Karen Ølstad. Bij een concert in Trondheim in 1886, waren er circa 1000 toeschouwers, die de zangeres bedolven onder een bloemenzee. Ook zou ze in de Verenigde Staten zingen. Daarna trok ze naar Italië en zong in Milaan de sterren van de hemel, niet alleen in Teatro alla Scala, maar ook in andere steden. Op 22 juni 1906 zong ze tijdens de kroning van Haakon VII van Noorwegen in de Nidaros-domkerk, waarbij ze zoveel lof kreeg dat De Telegraaf er op 27 juni 1906 melding van deed.
Op 20 maart 1912 trad ze nog op in de vrijmetselaarsloge van Trondheim, begeleid door Carl Finberg, waarbij ze aan aantal liederen van Agathe Backer-Grøndahl zong.